# مهدی سلمان
مهدی سلمان (انگلیسی: Mahdi Salman) بازیکن بسکتبال اهل عراق بود.